# Deuxième circonscription du Rhône
La deuxième circonscription du Rhône est l'une des 14 circonscriptions législatives que compte le département français du Rhône (69), situé en région Auvergne-Rhône-Alpes Depuis 2015, elle est située entièrement dans la métropole de Lyon.
La circonscription est aussi l'une des quatre de la ville de Lyon, couvrant ses 1er et 4e arrondissements et une partie de ses 2e et 9e arrondissements.
Elle est représentée à l'Assemblée nationale lors de la XVIIe législature de la Cinquième République par Boris Tavernier, élu en juin 2024 sous l'étiquette du Nouveau Front populaire et qui siège au sein du Groupe écologiste et social.

## Description géographique et démographique

### De 1958 à 1986
Le département avait dix circonscriptions. En 1973, trois nouvelles ont été rajoutées.
La deuxième circonscription du Rhône était composée de : 
- canton de Lyon-II
- canton de Lyon-V
- canton de Lyon-VI

Source : Journal Officiel du 14-15 octobre 1958.

### Depuis 1988
La deuxième circonscription du Rhône est modifiée par le découpage électoral de la loi no 86-1197 du 24 novembre 1986. Elle correspond à l'ancienne 3e circonscription créée en 1958 (1er et 4e arrondissement), à laquelle est ajoutée une partie des 2e et 9e arrondissements. Elle regroupe ainsi les divisions administratives suivantes (cantons de) : Lyon-I (partie non comprise dans la 1re circonscription), Lyon-II, Lyon-III et Lyon-IV (partie non comprise dans la 1re circonscription).
D'après le recensement général de la population en 1999, réalisé par l'Institut national de la statistique et des études économiques (Insee), la population totale de cette circonscription était estimée à 112 349 habitants,.

## Historique des députations
| Législature | Début de mandat | Fin de mandat  | Député                   | Parti politique       | Observations |
| ----------- | --------------- | -------------- | ------------------------ | --------------------- | --- |
| Ire         | 9 décembre 1958 | 9 octobre 1962 | Henri Collomb            | CNIP                  | Mandat écourté à la suite d'une dissolution parlementaire décidée par Charles de Gaulle.                                                                       |
| IIe         | 6 décembre 1962 | 9 février 1959 | Jacques Soustelle        | UNR                   | Remplacé à partir du 9 février 1959 par son suppléant Charles Béraudier à la suite de sa nomination au Gouvernement.                                           |
| IIe         | 9 février 1959  | 2 avril 1967   | Charles Béraudier        | UNR                   | Remplacé à partir du 9 février 1959 par son suppléant Charles Béraudier à la suite de sa nomination au Gouvernement.                                           |
| IIIe        | 3 avril 1967    | 30 mai 1968    | Henri Guillermin         | UNR                   | Mandat écourté à la suite d'une dissolution parlementaire décidée par Charles de Gaulle.                                                                       |
| IVe         | 11 juillet 1968 | 1er avril 1973 | Henri Guillermin         | UDR                   | |
| Ve          | 2 avril 1973    | 2 avril 1978   | Henri Guillermin         | UDR                   | |
| VIe         | 3 avril 1978    | 22 mai 1981    | Roger Fenech             | UDF                   | Mandat écourté à la suite d'une dissolution parlementaire décidée par François Mitterrand.                                                                     |
| VIIe        | 2 juillet 1981  | 1er avril 1986 | Gérard Collomb           | PS                    | |
| VIIIe       | 2 avril 1986    | 14 mai 1988    | Gérard Collomb           | PS                    | Proportionnelle par département, pas de député par circonscription. Mandat écourté à la suite d'une dissolution parlementaire décidée par François Mitterrand. |
| IXe         | 23 juin 1988    | 1er avril 1993 | Michel Noir              | RPR                   | |
| Xe          | 2 avril 1993    | 21 avril 1997  | Michel Noir              | RPR                   | Mandat écourté à la suite d'une dissolution parlementaire décidée par Jacques Chirac.                                                                          |
| XIe         | 12 juin 1997    | 18 juin 2002   | Henry Chabert            | RPR                   | |
| XIIe        | 19 juin 2002    | 19 juin 2007   | Emmanuel Hamelin         | UMP                   | |
| XIIIe       | 20 juin 2007    | 19 juin 2012   | Pierre-Alain Muet        | PS                    | |
| XIVe        | 20 juin 2012    | 20 juin 2017   | Pierre-Alain Muet        | PS                    | |
| XVe         | 21 juin 2017    | 21 juin 2022   | Hubert Julien-Laferrière | LREM (2017) GE (2021) | |
| XVIe        | 22 juin 2022    | 9 juin 2024    | Hubert Julien-Laferrière | GÉ                    | Mandat écourté à la suite d'une dissolution parlementaire décidée par Emmanuel Macron.                                                                         |
| XVIIe       | 8 juillet 2024  | En cours       | Boris Tavernier          | LÉ                    | |

## Historique des élections

### Élections de 1958
| Candidat       | Candidat          | Parti          | Premier tour | Premier tour | Second tour | Second tour |  |
| Candidat       | Candidat          | Parti          | Voix         | %            | Voix        | %           |  |
| -------------- | ----------------- | -------------- | ------------ | ------------ | ----------- | ----------- |  |
|                | Henri Collomb élu | CNIP           | 14 983       | 47,39        | 19 973      | 67,29       |  |
|                | Louis Vienney     | UFD            | 4 748        | 15,02        | 9 685       | 32,63       |  |
|                | Marcel Peytier    | PCF            | 4 251        | 13,44        | Retrait     | Retrait     |  |
|                | Florimond Gisclon | SFIO           | 3 337        | 10,55        | Retrait     | Retrait     |  |
|                | Jean Mamelle      | Divers         | 2 490        | 7,88         | 23          | 0,08        |  |
|                | Albert Buffin     | MRP            | 1 810        | 5,72         |             |             |  |
|                |                   |                |              |              |             |             |  |
| Inscrits       | Inscrits          | Inscrits       | 44 613       | 100,00       | 44 614      | 100,00      |  |
| Abstentions    | Abstentions       | Abstentions    | 12 407       | 27,81        | 13 974      | 31,32       |  |
| Votants        | Votants           | Votants        | 32 206       | 72,19        | 30 640      | 68,68       |  |
| Blancs et nuls | Blancs et nuls    | Blancs et nuls | 587          | 1,82         | 959         | 3,13        |  |
| Exprimés       | Exprimés          | Exprimés       | 31 619       | 98,18        | 29 681      | 96,87       |  |

Le suppléant d'Henri Collomb était Charles Vianet, inspecteur de police, conseiller général du canton de Lyon-IV.

### Élections de 1962
| Candidat       | Candidat              | Parti          | Premier tour | Premier tour | Second tour | Second tour |  |
| Candidat       | Candidat              | Parti          | Voix         | %            | Voix        | %           |  |
| -------------- | --------------------- | -------------- | ------------ | ------------ | ----------- | ----------- |  |
|                | Henri Guillermin élu  | UNR-UDT        | 10 538       | 38,87        | 13 961      | 50,4        |  |
|                | Henri Collomb sortant | CNIP           | 5 602        | 20,66        | 6 171       | 22,28       |  |
|                | Paulette Charvenet    | PCF            | 4 593        | 16,94        | Retrait     | Retrait     |  |
|                | Jean Salles           | MRP            | 3 220        | 11,88        | Retrait     | Retrait     |  |
|                | Charles Hernu         | Radsoc (SFIO)  | 3 157        | 11,65        | 7 569       | 27,32       |  |
|                |                       |                |              |              |             |             |  |
| Inscrits       | Inscrits              | Inscrits       | 45 059       | 100,00       | 45 059      | 100,00      |  |
| Abstentions    | Abstentions           | Abstentions    | 17 357       | 38,52        | 16 674      | 37          |  |
| Votants        | Votants               | Votants        | 27 702       | 61,48        | 28 385      | 63          |  |
| Blancs et nuls | Blancs et nuls        | Blancs et nuls | 592          | 2,14         | 684         | 2,41        |  |
| Exprimés       | Exprimés              | Exprimés       | 27 110       | 97,86        | 27 701      | 97,59       |  |

Le suppléant de Henri Guillermin était Jacques Vendroux, agent commercial

### Élections de 1967
| Candidat       | Candidat                       | Parti          | Premier tour | Premier tour | Second tour | Second tour |  |
| Candidat       | Candidat                       | Parti          | Voix         | %            | Voix        | %           |  |
| -------------- | ------------------------------ | -------------- | ------------ | ------------ | ----------- | ----------- |  |
|                | Henri Guillermin sortant réélu | UD-Ve          | 16 121       | 38,3         | 18 240      | 43,9        |  |
|                | Roger Fenech                   | CD (PDM)       | 7 749        | 18,41        | 7 422       | 17,86       |  |
|                | Henri Charvenet                | PCF            | 7 534        | 17,9         | 12 436      | 29,93       |  |
|                | Jean Mercier                   | FGDS (Radical) | 7 252        | 17,23        | 3 454       | 8,31        |  |
|                | Élie Depardon                  | PSU            | 3 432        | 8,15         |             |             |  |
|                |                                |                |              |              |             |             |  |
| Inscrits       | Inscrits                       | Inscrits       | 56 251       | 100,00       | 56 251      | 100,00      |  |
| Abstentions    | Abstentions                    | Abstentions    | 13 259       | 23,57        | 13 980      | 24,85       |  |
| Votants        | Votants                        | Votants        | 42 992       | 76,43        | 42 271      | 75,15       |  |
| Blancs et nuls | Blancs et nuls                 | Blancs et nuls | 904          | 2,1          | 719         | 1,7         |  |
| Exprimés       | Exprimés                       | Exprimés       | 42 088       | 97,9         | 41 552      | 98,3        |  |

Le suppléant de Henri Guillermin était Charles Dufour, RI, Secrétaire régional du commerce des produits sidérurgiques.

### Élections de 1968
| Candidat       | Candidat                       | Parti          | Premier tour | Premier tour | Second tour | Second tour |  |
| Candidat       | Candidat                       | Parti          | Voix         | %            | Voix        | %           |  |
| -------------- | ------------------------------ | -------------- | ------------ | ------------ | ----------- | ----------- |  |
|                | Henri Guillermin sortant réélu | UDR (URP)      | 18 045       | 43,66        | 19 295      | 50,68       |  |
|                | Roger Fenech                   | CD (PDM)       | 8 478        | 20,51        | 8 570       | 22,51       |  |
|                | Henri Charvenet                | PCF            | 5 898        | 14,27        | 10 206      | 26,81       |  |
|                | André Soulier                  | FGDS (CIR)     | 5 880        | 14,23        | Retrait     | Retrait     |  |
|                | Paulette Lacaze                | PSU            | 2 700        | 6,53         |             |             |  |
|                | Paul Ottaviani                 | Divers         | 334          | 0,81         |             |             |  |
|                |                                |                |              |              |             |             |  |
| Inscrits       | Inscrits                       | Inscrits       | 53 514       | 100,00       | 53 514      | 100,00      |  |
| Abstentions    | Abstentions                    | Abstentions    | 11 756       | 21,97        | 14 915      | 27,87       |  |
| Votants        | Votants                        | Votants        | 41 758       | 78,03        | 38 599      | 72,13       |  |
| Blancs et nuls | Blancs et nuls                 | Blancs et nuls | 423          | 1,01         | 528         | 1,37        |  |
| Exprimés       | Exprimés                       | Exprimés       | 41 335       | 98,99        | 38 071      | 98,63       |  |

Le suppléant de Henri Guillermin était Charles Dufour.

### Élections de 1973
| Candidat       | Candidat                       | Parti          | Premier tour | Premier tour | Second tour | Second tour |  |
| Candidat       | Candidat                       | Parti          | Voix         | %            | Voix        | %           |  |
| -------------- | ------------------------------ | -------------- | ------------ | ------------ | ----------- | ----------- |  |
|                | Henri Guillermin sortant réélu | UDR (URP)      | 11 707       | 28,84        | 19 822      | 50,19       |  |
|                | Roger Fenech                   | CD (MR)        | 8 887        | 21,9         | 527         | 1,33        |  |
|                | Lucien Durand                  | PS (UGSD)      | 8 348        | 20,57        | 19 143      | 48,47       |  |
|                | Georges Leprince               | PCF            | 6 039        | 14,88        | Retrait     | Retrait     |  |
|                | Guy Jarrosson                  | CNIP           | 2 511        | 6,19         |             |             |  |
|                | Hubert Mazoyer                 | PSU            | 1 589        | 3,92         |             |             |  |
|                | Jacques Fortin                 | LCR            | 1 135        | 2,8          |             |             |  |
|                | Jean-Claude Pernoud            | Divers droite  | 370          | 0,91         |             |             |  |
|                |                                |                |              |              |             |             |  |
| Inscrits       | Inscrits                       | Inscrits       | 53 988       | 100,00       | 53 989      | 100,00      |  |
| Abstentions    | Abstentions                    | Abstentions    | 12 682       | 23,49        | 12 724      | 23,57       |  |
| Votants        | Votants                        | Votants        | 41 306       | 76,51        | 41 265      | 76,43       |  |
| Blancs et nuls | Blancs et nuls                 | Blancs et nuls | 720          | 1,74         | 1 773       | 4,3         |  |
| Exprimés       | Exprimés                       | Exprimés       | 40 586       | 98,26        | 39 492      | 95,7        |  |

Le suppléant de Henri Guillermin était Albert Dévé, conseiller municipal de Lyon, adjoint au maire du cinquième arrondissement.

### Élections de 1978
| Candidat       | Candidat                 | Parti             | Premier tour | Premier tour | Second tour | Second tour |  |
| Candidat       | Candidat                 | Parti             | Voix         | %            | Voix        | %           |  |
| -------------- | ------------------------ | ----------------- | ------------ | ------------ | ----------- | ----------- |  |
|                | Roger Fenech élu         | UDF (CDS)         | 14 444       | 31,46        | 25 035      | 52,91       |  |
|                | Yvette Roudy             | PS                | 10 823       | 23,57        | 22 284      | 47,09       |  |
|                | Jean Gaudry              | RPR               | 7 527        | 16,39        | Retrait     | Retrait     |  |
|                | Jacques Rey              | PCF               | 7 352        | 16,01        |             |             |  |
|                | Jean Maillard            | Écologie 78       | 2 601        | 5,66         |             |             |  |
|                | Pierre Thome             | PSU (FA)          | 868          | 1,89         |             |             |  |
|                | Marie-Blanche Chamoulaud | LCR               | 531          | 1,16         |             |             |  |
|                | Philippe de Sailly       | FN                | 520          | 1,13         |             |             |  |
|                | Gilbert Montel           | LO                | 490          | 1,07         |             |             |  |
|                | Marie-Claude Vergnes     | Divers écologiste | 344          | 0,75         |             |             |  |
|                | Louis Privat             | Divers droite     | 301          | 0,66         |             |             |  |
|                | Pierre Ruffier           | UOPDP             | 116          | 0,25         |             |             |  |
|                |                          |                   |              |              |             |             |  |
| Inscrits       | Inscrits                 | Inscrits          | 59 869       | 100,00       | 59 869      | 100,00      |  |
| Abstentions    | Abstentions              | Abstentions       | 13 286       | 22,19        | 11 696      | 19,54       |  |
| Votants        | Votants                  | Votants           | 46 583       | 77,81        | 48 173      | 80,46       |  |
| Blancs et nuls | Blancs et nuls           | Blancs et nuls    | 666          | 1,43         | 854         | 1,77        |  |
| Exprimés       | Exprimés                 | Exprimés          | 45 917       | 98,57        | 47 319      | 98,23       |  |

La suppléante de Roger Fenech était Bernadette Isaac-Sibille, adjointe au maire de Lyon.

### Élections de 1981
| Candidat       | Candidat             | Parti          | Premier tour | Premier tour | Second tour | Second tour |  |
| Candidat       | Candidat             | Parti          | Voix         | %            | Voix        | %           |  |
| -------------- | -------------------- | -------------- | ------------ | ------------ | ----------- | ----------- |  |
|                | Roger Fenech sortant | UDF (CDS)      | 17 968       | 47,22        | 19 870      | 47,61       |  |
|                | Gérard Collomb élu   | PS             | 15 293       | 40,19        | 21 862      | 52,39       |  |
|                | Jacques Rey          | PCF            | 3 428        | 9,01         |             |             |  |
|                | Jacques Fuchs        | PSU            | 992          | 2,61         |             |             |  |
|                | André Sorba          | LO             | 371          | 0,97         |             |             |  |
|                | F. Lilliano          | PFN            | 1            | 0,00         |             |             |  |
|                |                      |                |              |              |             |             |  |
| Inscrits       | Inscrits             | Inscrits       | 59 477       | 100,00       | 59 477      | 100,00      |  |
| Abstentions    | Abstentions          | Abstentions    | 21 028       | 35,35        | 17 361      | 29,19       |  |
| Votants        | Votants              | Votants        | 38 449       | 64,65        | 42 116      | 70,81       |  |
| Blancs et nuls | Blancs et nuls       | Blancs et nuls | 396          | 1,03         | 384         | 0,91        |  |
| Exprimés       | Exprimés             | Exprimés       | 38 053       | 98,97        | 41 732      | 99,09       |  |

Le suppléant de Gérard Collomb était Lucien Durand, employé géomètre, conseiller municipal de Lyon, conseiller général du canton de Lyon-IV.

### Élections de 1988
| Candidat       | Candidat                  | Parti          | Premier tour | Premier tour | Second tour | Second tour |  |
| Candidat       | Candidat                  | Parti          | Voix         | %            | Voix        | %           |  |
| -------------- | ------------------------- | -------------- | ------------ | ------------ | ----------- | ----------- |  |
|                | Michel Noir sortant réélu | RPR (URC)      | 18 877       | 47,83        | 23 494      | 58,82       |  |
|                | Pierre Laréal             | PS             | 12 231       | 30,99        | 16 448      | 41,18       |  |
|                | Bruno d'Épenoux           | FN             | 5 390        | 13,66        |             |             |  |
|                | Yves Fournel              | PCF            | 2 112        | 5,35         |             |             |  |
|                | Jacques Printemps         | Les Verts      | 860          | 2,18         |             |             |  |
|                |                           |                |              |              |             |             |  |
| Inscrits       | Inscrits                  | Inscrits       | 65 710       | 100,00       | 65 710      | 100,00      |  |
| Abstentions    | Abstentions               | Abstentions    | 25 825       | 39,3         | 24 588      | 37,42       |  |
| Votants        | Votants                   | Votants        | 39 885       | 60,7         | 41 122      | 62,58       |  |
| Blancs et nuls | Blancs et nuls            | Blancs et nuls | 415          | 1,04         | 1 180       | 2,87        |  |
| Exprimés       | Exprimés                  | Exprimés       | 39 470       | 98,96        | 39 942      | 97,13       |  |

Le suppléant de Michel Noir était Roger Fenech, UDF, Vice-Président du Conseil général, maire du 9e arrondissement, ancien député.

### Élection partielle de 1991
Une élection législative partielle est organisée les 27 janvier et 3 février 1991 à la suite de la démission de Michel Noir (RPR).
| Candidat             | Parti     | %     | Voix  |
| -------------------- | --------- | ----- | ----- |
| Michel Noir          | DVD       | 43,34 | 8 421 |
| Bruno Gollnisch      | FN        | 15,99 | 3 108 |
| Paul Raveaud         | PS        | 12,12 | 2 355 |
| Hervé Fabre-Aubrespy | RPR       | 11,22 | 2 180 |
| Gilles Buna          | Les Verts | 6,13  | 1 192 |
| Yves Fournel         | PCF       | 4,15  | 807   |
| Michel Chomarat      | DVG       | 3,17  | 616   |
| Gilbert de Mauroy    | CNIP      | 2,61  | 509   |
| Paul Rozet           | DVD       | 0,92  | 180   |

| Candidat        | Parti | %     | Voix |
| --------------- | ----- | ----- | ---- |
| Michel Noir     | DVD   | 74,46 |      |
| Bruno Gollnisch | FN    | 25,54 |      |

### Élections de 1993
| Candidat       | Candidat                  | Parti          | Premier tour | Premier tour | Second tour | Second tour |  |
| Candidat       | Candidat                  | Parti          | Voix         | %            | Voix        | %           |  |
| -------------- | ------------------------- | -------------- | ------------ | ------------ | ----------- | ----------- |  |
|                | Alain Mérieux             | RPR (UPF)      | 11 073       | 27,04        | 15 244      | 41,69       |  |
|                | Michel Noir sortant réélu | Divers droite  | 10 827       | 26,44        | 21 323      | 58,31       |  |
|                | Andrée Rives              | PS (ADFP)      | 5 407        | 13,2         |             |             |  |
|                | Anne Richard              | FN             | 5 271        | 12,87        |             |             |  |
|                | Gilles Buna               | Les Verts (EÉ) | 3 708        | 9,06         |             |             |  |
|                | Frédéric Gaffiot          | PCF            | 1 793        | 4,38         |             |             |  |
|                | Simone Metzger            | LT-LNÉ         | 919          | 2,24         |             |             |  |
|                | Arlette Couzon            | LO             | 574          | 1,4          |             |             |  |
|                | Hubert Chertier           | MDC            | 410          | 1            |             |             |  |
|                | Michel Comby              | Divers         | 344          | 0,84         |             |             |  |
|                | Paul Rozet                | Extrême droite | 237          | 0,58         |             |             |  |
|                | Michel Detoc              | Divers droite  | 186          | 0,45         |             |             |  |
|                | Éric Sauzé                | Extrême droite | 105          | 0,26         |             |             |  |
|                | Jean-Louis Bourzeix       | PLN            | 93           | 0,23         |             |             |  |
|                | Christian Robin           | Divers droite  | 0            | 0            |             |             |  |
|                |                           |                |              |              |             |             |  |
| Inscrits       | Inscrits                  | Inscrits       | 63 404       | 100,00       | 63 404      | 100,00      |  |
| Abstentions    | Abstentions               | Abstentions    | 21 054       | 33,21        | 22 767      | 35,91       |  |
| Votants        | Votants                   | Votants        | 42 350       | 66,79        | 40 637      | 64,09       |  |
| Blancs et nuls | Blancs et nuls            | Blancs et nuls | 1 403        | 3,31         | 4 070       | 10,02       |  |
| Exprimés       | Exprimés                  | Exprimés       | 40 947       | 96,69        | 36 567      | 89,98       |  |

Le suppléant de Michel Noir était Gabriel Caillet, maire de la Croix-Rousse.

### Élections de 1997
| Candidat       | Candidat               | Parti          | Premier tour | Premier tour | Second tour | Second tour |  |
| Candidat       | Candidat               | Parti          | Voix         | %            | Voix        | %           |  |
| -------------- | ---------------------- | -------------- | ------------ | ------------ | ----------- | ----------- |  |
|                | Gilles Buna            | Les Verts      | 10 113       | 26,43        | 18 173      | 45,14       |  |
|                | Henry Chabert élu      | diss. RPR      | 7 709        | 20,15        | 22 090      | 54,86       |  |
|                | Marc Fraysse sortant   | RPR            | 7 217        | 18,86        |             |             |  |
|                | Anne Richard           | FN             | 5 734        | 14,98        |             |             |  |
|                | Frédéric Gaffiot       | PCF            | 1 750        | 4,57         |             |             |  |
|                | Arlette Couzon         | LO             | 1 235        | 3,23         |             |             |  |
|                | Jeanne d'Anglejan      | LDI (MPF)      | 1 109        | 2,9          |             |             |  |
|                | Yves Fournel           | CAP            | 731          | 1,91         |             |             |  |
|                | Lionel Gallot          | GÉ             | 663          | 1,73         |             |             |  |
|                | Marie de Luca          | LT-LNÉ         | 522          | 1,36         |             |             |  |
|                | Domar Idrissi          | MDC            | 406          | 1,06         |             |             |  |
|                | Éric Moglioni          | LCR            | 395          | 1,03         |             |             |  |
|                | Sandrine Chastang      | US4J           | 334          | 0,87         |             |             |  |
|                | Luc Nieto              | IR             | 146          | 0,38         |             |             |  |
|                | François Mercier       | Divers         | 92           | 0,24         |             |             |  |
|                | Nicolas Lapillonne     | Divers droite  | 83           | 0,22         |             |             |  |
|                | Michel Mermet Au Louis | PLN            | 26           | 0,07         |             |             |  |
|                | Azouz Begag            | Divers gauche  | 0            | 0            |             |             |  |
|                | Louis Chargueros       | Divers         | 0            | 0            |             |             |  |
|                |                        |                |              |              |             |             |  |
| Inscrits       | Inscrits               | Inscrits       | 61 504       | 100,00       | 61 504      | 100,00      |  |
| Abstentions    | Abstentions            | Abstentions    | 22 091       | 35,92        | 19 484      | 31,68       |  |
| Votants        | Votants                | Votants        | 39 413       | 64,08        | 42 020      | 68,32       |  |
| Blancs et nuls | Blancs et nuls         | Blancs et nuls | 1 148        | 2,91         | 1 757       | 4,18        |  |
| Exprimés       | Exprimés               | Exprimés       | 38 265       | 97,09        | 40 263      | 95,82       |  |

Le suppléant de Henry Chabert était Emmanuel Hamelin, chef d'entreprise.
Marc Fraysse était député sortant de la Sixième circonscription du Rhône.

### Élections de 2002
| Candidat       | Candidat                  | Parti                      | Premier tour | Premier tour | Second tour | Second tour |  |
| Candidat       | Candidat                  | Parti                      | Voix         | %            | Voix        | %           |  |
| -------------- | ------------------------- | -------------------------- | ------------ | ------------ | ----------- | ----------- |  |
|                | Emmanuel Hamelin élu      | UMP                        | 15 487       | 36,23        | 20 866      | 55,36       |  |
|                | Gilles Buna               | Les Verts                  | 13 695       | 32,04        | 16 825      | 44,64       |  |
|                | Amaury Nardone            | Divers droite (Maj. prés.) | 3 899        | 9,12         |             |             |  |
|                | Albert Rosse              | FN                         | 3 743        | 8,76         |             |             |  |
|                | Marylène Cahouet          | LCR                        | 1 106        | 2,59         |             |             |  |
|                | Paul Trouillas            | UDF                        | 1 034        | 2,42         |             |             |  |
|                | Louis Lévêque             | PCF                        | 841          | 1,97         |             |             |  |
|                | Katia Arnal               | Pôle républicain           | 501          | 1,17         |             |             |  |
|                | Marie de Luca             | LT-LNÉ                     | 415          | 0,97         |             |             |  |
|                | Arlette Couzon            | LO                         | 348          | 0,81         |             |             |  |
|                | Michel Bouguin            | MÉI                        | 332          | 0,78         |             |             |  |
|                | Vincent Cheynet           | Divers écologiste          | 301          | 0,7          |             |             |  |
|                | Domar Idrissi             | Divers gauche              | 291          | 0,68         |             |             |  |
|                | Christophe Cedat          | Divers                     | 205          | 0,48         |             |             |  |
|                | Cédric Fouilland          | ND                         | 200          | 0,47         |             |             |  |
|                | Marcel Blain              | MNR                        | 167          | 0,39         |             |             |  |
|                | Guillaume Mangeot         | Divers                     | 138          | 0,32         |             |             |  |
|                | Marie-Antoinette Peyrerol | Divers droite              | 47           | 0,11         |             |             |  |
|                | Marie-Claire Duperray     | Divers                     | 0            | 0            |             |             |  |
|                | Yvan Beaufils             | Divers                     | 0            | 0            |             |             |  |
|                |                           |                            |              |              |             |             |  |
| Inscrits       | Inscrits                  | Inscrits                   | 62 892       | 100,00       | 62 891      | 100,00      |  |
| Abstentions    | Abstentions               | Abstentions                | 19 674       | 31,28        | 24 173      | 38,44       |  |
| Votants        | Votants                   | Votants                    | 43 218       | 68,72        | 38 718      | 61,56       |  |
| Blancs et nuls | Blancs et nuls            | Blancs et nuls             | 468          | 1,08         | 1 027       | 2,65        |  |
| Exprimés       | Exprimés                  | Exprimés                   | 42 750       | 98,92        | 37 691      | 97,35       |  |

La suppléante d'Emmanuel Hamelin était Laurence Bouchard, avocate à Lyon.

### Élections de 2007
| Candidat       | Candidat                 | Parti               | Premier tour | Premier tour | Second tour | Second tour |  |
| Candidat       | Candidat                 | Parti               | Voix         | %            | Voix        | %           |  |
| -------------- | ------------------------ | ------------------- | ------------ | ------------ | ----------- | ----------- |  |
|                | Emmanuel Hamelin sortant | UMP                 | 18 255       | 41,66        | 20 058      | 48,49       |  |
|                | Pierre-Alain Muet élu    | PS                  | 12 548       | 28,64        | 21 310      | 51,51       |  |
|                | Jean-Loup Fleuret        | UDF–MoDem           | 4 288        | 9,79         |             |             |  |
|                | Ghislaine Gouzou-Testud  | Les Verts           | 1 988        | 4,54         |             |             |  |
|                | Hicham Jabar             | LCR                 | 1 327        | 3,03         |             |             |  |
|                | Delphine de Reinach      | FN                  | 1 305        | 2,98         |             |             |  |
|                | Louis Lévêque            | PCF                 | 1 218        | 2,78         |             |             |  |
|                | Jean-Luc Cipière         | Extrême gauche (GA) | 846          | 1,93         |             |             |  |
|                | Jeanne d'Anglejan        | MPF                 | 645          | 1,47         |             |             |  |
|                | Vincent Cheynet          | Divers              | 467          | 1,07         |             |             |  |
|                | Louisa Epelbaum          | LT-LNÉ              | 294          | 0,67         |             |             |  |
|                | Evelyne Fédide           | Divers              | 283          | 0,65         |             |             |  |
|                | Arlette Couzon           | LO                  | 232          | 0,53         |             |             |  |
|                | Philippe Cartellier      | DLR                 | 119          | 0,27         |             |             |  |
|                |                          |                     |              |              |             |             |  |
| Inscrits       | Inscrits                 | Inscrits            | 71 687       | 100,00       | 71 688      | 100,00      |  |
| Abstentions    | Abstentions              | Abstentions         | 27 588       | 38,48        | 29 552      | 41,22       |  |
| Votants        | Votants                  | Votants             | 44 099       | 61,52        | 42 136      | 58,78       |  |
| Blancs et nuls | Blancs et nuls           | Blancs et nuls      | 284          | 0,64         | 768         | 1,82        |  |
| Exprimés       | Exprimés                 | Exprimés            | 43 815       | 99,36        | 41 368      | 98,18       |  |

### Élections de 2012
| Candidat       | Candidat                        | Parti          | Premier tour | Premier tour | Second tour | Second tour |  |
| Candidat       | Candidat                        | Parti          | Voix         | %            | Voix        | %           |  |
| -------------- | ------------------------------- | -------------- | ------------ | ------------ | ----------- | ----------- |  |
|                | Pierre-Alain Muet sortant réélu | PS             | 16 098       | 37,15        | 23 517      | 58,15       |  |
|                | Emmanuel Hamelin                | UMP            | 11 020       | 25,43        | 16 924      | 41,85       |  |
|                | Émeline Baume                   | EÉLV           | 3 825        | 8,83         |             |             |  |
|                | Anne Charmasson-Créus           | FG (GU) (PCF)  | 3 604        | 8,32         |             |             |  |
|                | Denis Broliquier                | Divers droite  | 3 066        | 7,07         |             |             |  |
|                | Blanche Chaussad                | RBM (FN)       | 2 922        | 6,74         |             |             |  |
|                | Fabienne Lévy                   | PRV (MoDem)    | 1 109        | 2,56         |             |             |  |
|                | Nicolas Guyard                  | Pirate         | 391          | 0,90         |             |             |  |
|                | Brigitte de Sereys              | PCD            | 292          | 0,67         |             |             |  |
|                | Luc Landrot                     | PFE            | 215          | 0,15         |             |             |  |
|                | Fabrice Cros                    | NPA            | 199          | 0,46         |             |             |  |
|                | Christophe Limousin             | MPF            | 172          | 0,40         |             |             |  |
|                | Maud Geldreich                  | DLR            | 140          | 0,32         |             |             |  |
|                | Arlette Couzon                  | LO             | 135          | 0,31         |             |             |  |
|                | Clémence Flusin                 | S&P            | 102          | 0,24         |             |             |  |
|                | Patricia Margand                | AR             | 40           | 0,09         |             |             |  |
|                | Vincent Cheynet                 | MOC            | 5            | 0,01         |             |             |  |
|                | Marianne Jue                    | Divers         | 2            | 0,00         |             |             |  |
|                |                                 |                |              |              |             |             |  |
| Inscrits       | Inscrits                        | Inscrits       | 74 893       | 100,00       | 74 894      | 100,00      |  |
| Abstentions    | Abstentions                     | Abstentions    | 31 287       | 41,78        | 33 643      | 44,92       |  |
| Votants        | Votants                         | Votants        | 43 606       | 58,22        | 41 251      | 55,08       |  |
| Blancs et nuls | Blancs et nuls                  | Blancs et nuls | 269          | 0,62         | 810         | 1,96        |  |
| Exprimés       | Exprimés                        | Exprimés       | 43 337       | 99,38        | 40 441      | 98,04       |  |

### Élections de 2017
|                                                                       |                                                                                |                           |                           |                          |                          |
|                                                                       |                                                                                | Premier tour 11 juin 2017 | Premier tour 11 juin 2017 | Second tour 18 juin 2017 | Second tour 18 juin 2017 |
|                                                                       |                                                                                |                           |                           |                          |                          |
|                                                                       |                                                                                | Nombre                    | % des inscrits            | Nombre                   | % des inscrits           |
| Inscrits                                                              | Inscrits                                                                       | 74 985                    | 100,00                    | 74 987                   | 100,00                   |
| Abstentions                                                           | Abstentions                                                                    | 33 327                    | 44,44                     | 40 100                   | 53,48                    |
| Votants                                                               | Votants                                                                        | 41 658                    | 55,56                     | 34 887                   | 46,52                    |
|                                                                       |                                                                                |                           | % des votants             |                          | % des votants            |
| Bulletins blancs                                                      | Bulletins blancs                                                               | 227                       | 0,54                      | 1 897                    | 5,44                     |
| Bulletins nuls                                                        | Bulletins nuls                                                                 | 78                        | 0,19                      | 653                      | 1,87                     |
| Suffrages exprimés                                                    | Suffrages exprimés                                                             | 41 353                    | 99,27                     | 32 337                   | 92,69                    |
|                                                                       |                                                                                |                           |                           |                          |                          |
| Candidat Étiquette politique (partis et alliances)                    | Candidat Étiquette politique (partis et alliances)                             | Voix                      | % des exprimés            | Voix                     | % des exprimés           |
|                                                                       |                                                                                |                           |                           |                          |                          |
|                                                                       | Hubert Julien-Laferrière La République en marche                               | 16 177                    | 39,12                     | 17 139                   | 53,00                    |
|                                                                       | Nathalie Perrin-Gilbert Divers gauche (Parti communiste français - Ensemble !) | 7 461                     | 18,04                     | 15 198                   | 47,00                    |
|                                                                       | Eleni Ferlet La France insoumise                                               | 4 739                     | 11,46                     |                          |                          |
|                                                                       | Laurence Balas Les Républicains                                                | 3 512                     | 8,49                      |                          |                          |
|                                                                       | Denis Broliquier Union des démocrates et indépendants                          | 3 475                     | 8,40                      |                          |                          |
|                                                                       | Rémi Zinck Europe Écologie Les Verts                                           | 1 856                     | 4,49                      |                          |                          |
|                                                                       | David Tabellion Front national                                                 | 1 760                     | 4,26                      |                          |                          |
|                                                                       | Michel Mouchbahani Divers droite (Parti chrétien-démocrate)                    | 435                       | 1,05                      |                          |                          |
|                                                                       | Évelyne Dijoux Écologiste (Confédération pour l'homme, l'animal et la planète) | 361                       | 0,87                      |                          |                          |
|                                                                       | Aurore Montauban Debout la France                                              | 309                       | 0,75                      |                          |                          |
|                                                                       | Valentin Bernard Divers (Parti animaliste)                                     | 307                       | 0,74                      |                          |                          |
|                                                                       | Roxane Hirtzberger Écologiste (Les Décroissants)                               | 281                       | 0,68                      |                          |                          |
|                                                                       | Anne Morel Divers (Union populaire républicaine)                               | 228                       | 0,55                      |                          |                          |
|                                                                       | Arlette Couzon Lutte ouvrière                                                  | 185                       | 0,45                      |                          |                          |
|                                                                       | Alain Guillon Extrême droite (Souveraineté, identité et libertés)              | 138                       | 0,33                      |                          |                          |
|                                                                       | Xavier Broutin Divers                                                          | 103                       | 0,25                      |                          |                          |
|                                                                       | Felina Martinez-Rodriguez Divers gauche (Mouvement 100 %)                      | 24                        | 0,06                      |                          |                          |
|                                                                       | Robin Jamon Divers                                                             | 2                         | 0,00                      |                          |                          |
|                                                                       | Kamel Kroubi Divers                                                            | 0                         | 0,00                      |                          |                          |
| Source : Ministère de l'Intérieur - Deuxième circonscription du Rhône |                                                                                |                           |                           |                          |                          |

### Élections de 2022
| Résultats des élections législatives des 12 et 19 juin 2022 de la 2e circonscription du Rhône |                          |                          |                          |              |              |             |             |
| Candidat                                                                                      | Candidat                 | Parti et coalition       | Nuance                   | Premier tour | Premier tour | Second tour | Second tour |
| Candidat                                                                                      | Candidat                 | Parti et coalition       | Nuance                   | Voix         | %            | Voix        | %           |
|                                                                                               | Hubert Julien-Laferrière | GE (NUPES)               | NUP                      | 15 232       | 34,82        | 20 847      | 51,64       |
|                                                                                               | Loic Terrenes            | LREM (ENS)               | ENS                      | 12 562       | 28,72        | 19 524      | 48,36       |
|                                                                                               | Myriam Fogel-Jedidi      | LR (UDC)                 | LR                       | 4 077        | 9,32         |             |             |
|                                                                                               | Raphaël Arnault          | NPA                      | REG                      | 2 980        | 6,91         |             |             |
|                                                                                               | Pierre Simon             | REC                      | REC                      | 2 438        | 5,57         |             |             |
|                                                                                               | Sylvine Sintès           | RN                       | RN                       | 2 392        | 5,47         |             |             |
|                                                                                               | Philippe Prieto          | PS diss. (PRG)           | DVG                      | 1 309        | 2,99         |             |             |
|                                                                                               | Adrien Drioli            | FGR                      | DVG                      | 1 058        | 2,42         |             |             |
|                                                                                               | Karima Aissou            |                          | ECO                      | 606          | 1,39         |             |             |
|                                                                                               | Claire Velicitat         | PA                       | ECO                      | 456          | 1,04         |             |             |
|                                                                                               | Delphine Briday          | LO                       | DXG                      | 275          | 0,63         |             |             |
|                                                                                               | Muhammad Ali             | UDMF                     | DIV                      | 132          | 0,30         |             |             |
|                                                                                               | Pascal Coulan            | NF                       | DIV                      | 97           | 0,22         |             |             |
|                                                                                               | Delphine Rannou          | POID                     | DXG                      | 86           | 0,20         |             |             |
|                                                                                               | Laurent Böhnke           | LEA                      | ECO                      | 39           | 0,09         |             |             |
| Votes valides                                                                                 | Votes valides            | Votes valides            | Votes valides            | 43 739       | 98,93        | 40 371      | 95,75       |
| Votes blancs                                                                                  | Votes blancs             | Votes blancs             | Votes blancs             | 345          | 0,78         | 1 289       | 3,06        |
| Votes nuls                                                                                    | Votes nuls               | Votes nuls               | Votes nuls               | 129          | 0,29         | 504         | 1,20        |
| Total                                                                                         | Total                    | Total                    | Total                    | 44 213       | 100          | 42 164      | 100         |
| Abstention                                                                                    | Abstention               | Abstention               | Abstention               | 29 821       | 40,28        | 31 883      | 43,06       |
| Inscrits / participation                                                                      | Inscrits / participation | Inscrits / participation | Inscrits / participation | 74 034       | 59,72        | 74 047      | 56,94       |

### Élections de 2024
| Candidat                 | Candidat                 | Parti et coalition       | Nuance                   | Premier tour | Premier tour | Second tour | Second tour |
| Candidat                 | Candidat                 | Parti et coalition       | Nuance                   | Voix         | %            | Voix        | %           |
| ------------------------ | ------------------------ | ------------------------ | ------------------------ | ------------ | ------------ | ----------- | ----------- |
|                          | Boris Tavernier          | LÉ (NFP)                 | UG                       | 28 567       | 49,65        | 30 239      | 58,58       |
|                          | Loïc Terrenes            | RE (ENS)                 | ENS                      | 14 455       | 25,12        | 21 385      | 41,42       |
|                          | Anaëlle Bisleau          | RN                       | RN                       | 8 228        | 14,30        |             |             |
|                          | Maryll Guilloteau        | LR (UDC)                 | LR                       | 4 456        | 7,74         |             |             |
|                          | Karim Mahmoud-Vintam     | 100%C (TUPV)             | DIV                      | 731          | 1,27         |             |             |
|                          | Vanessa Étenne           | REC                      | REC                      | 456          | 0,79         |             |             |
|                          | Delphine Briday          | LO                       | EXG                      | 297          | 0,52         |             |             |
|                          | Pascal Coulan            | NF                       | DIV                      | 148          | 0,26         |             |             |
|                          | Michaël Jouteux          | PT                       | EXG                      | 133          | 0,23         |             |             |
|                          | Nizar Touihri            | SE                       | DIV                      | 63           | 0,11         |             |             |
|                          | Anthony Bruno            | NPA-R                    | EXG                      | 0            | 0,00         |             |             |
|                          |                          |                          |                          |              |              |             |             |
| Votes valides            | Votes valides            | Votes valides            | Votes valides            | 57 534       | 98,94        | 51 624      | 94,84       |
| Votes blancs             | Votes blancs             | Votes blancs             | Votes blancs             | 427          | 0,73         | 2 109       | 3,87        |
| Votes nuls               | Votes nuls               | Votes nuls               | Votes nuls               | 189          | 0,33         | 702         | 1,29        |
| Total                    | Total                    | Total                    | Total                    | 58 150       | 100          | 54 435      | 100         |
| Abstention               | Abstention               | Abstention               | Abstention               | 16 461       | 22,06        | 20 188      | 27,05       |
| Inscrits / participation | Inscrits / participation | Inscrits / participation | Inscrits / participation | 74 611       | 77,94        | 74 623      | 72,95       |